# Alan Uryga
Alan Uryga, né le 19 février 1994 à Cracovie, est un footballeur polonais évoluant au Wisła Cracovie en tant que défenseur central.

## Statistiques
| Club           | Saison      | Championnat | Championnat | Coupe  | Coupe | Continental | Continental | Total  | Total |
| Club           | Saison      | Matchs      | Buts        | Matchs | Buts  | Matchs      | Buts        | Matchs | Buts  |
| -------------- | ----------- | ----------- | ----------- | ------ | ----- | ----------- | ----------- | ------ | ----- |
| Wisła Cracovie | 2011-2012   | 1           | 0           | 1      | 0     | —           | —           | 2      | 0     |
| Wisła Cracovie | 2012-2013   | 10          | 0           | 1      | 0     | —           | —           | 11     | 0     |
| Wisła Cracovie | 2013-2014   | 8           | 0           | —      | —     | —           | —           | 8      | 0     |
| Wisła Cracovie | 2014-2015   | 18          | 0           | 1      | 0     | —           | —           | 19     | 0     |
| Wisła Cracovie | Total       | 37          | 0           | 3      | 0     | —           | —           | 40     | 0     |
| Bilan total    | Bilan total | 37          | 0           | 3      | 0     | —           | —           | 40     | 0     |